# Die tanzenden Herzen
die tanzenden herzen waren eine deutsche Power-Pop-Band. Sie wurde 1987 in Berlin gegründet und 1993 wieder aufgelöst.
Mitglieder der Band waren Klaus Mertens (Gesang, Gitarre), Frank Bongers (Bass, Gesang) und Andreas Albrecht (Schlagzeug, Tasteninstrumente, Gesang). Mertens  schrieb auch alle Texte der Lieder von die tanzenden herzen und komponierte die Musik, anfänglich allein und später zusammen mit den anderen Mitgliedern.
die tanzenden herzen sangen ausschließlich deutsche Texte.

## Diskografie
- Tanzfläche (7"-Single, 1988)
- 7 Tage (Album, 1990)
- Ultra! (Album, 1992)